# Prima Lega 2023-2024 (Bahrein)
La Prima Lega Bahreinita 2023-2024 (in arabo الدوري البحريني الممتاز 2023-2024) è stata la 67ª edizione della massima serie del campionato di calcio bahreinita. Il campionato è iniziato il 22 settembre 2023 e si è concluso il 20 maggio 2024.
La squadra campione in carica è l'Al-Khaldiya, che ha vinto il suo primo titolo nazionale nella stagione 2022-2023, e che si è riconfermato per il suo secondo titolo consecutivo.

## Stagione

### Novità
Dalla scorsa edizione sono state retrocesse Al-Bahrain e Budaiya, ultime due classificate del campionato. Al loro posto sono stati promossi dalla Seconda Divisione Al-Najma e Busaiteen Club.

### Formula
Le 12 squadre partecipanti giocano un girone all'italiana con gare di andata e ritorno, per un totale di 22 giornate. Al termine di queste, la squadra prima in classifica è campione del Bahrein e si qualifica per la AFC Cup 2024-2025. Le ultime due classificate retrocedono in Seconda Divisione, mentre le squadre terzultima e quartultima giocano uno spareggio con due squadre di Seconda Divisione per altrettanti posti in massima serie.

## Squadre partecipanti
| Club           | Città       | Stagione precedente  |
| -------------- | ----------- | -------------------- |
| Al-Ahli        | Manama      | 6° in Prima Lega     |
| Al-Hala        | Al Muharraq | 10° in Prima Lega    |
| Al-Hidd        | Riffa       | 7° in Prima Lega     |
| Al-Khaldiya    | Manama      | Campione del Bahrein |
| Al-Muharraq    | Al Muharraq | 3° in Prima Lega     |
| Al-Najma       | Manama      | Seconda Divisione    |
| Al-Riffa       | Riffa       | 4° in Prima Lega     |
| Al-Shabab      | Manama      | 8° in Prima Lega     |
| Busaiteen Club | Riffa       | Seconda Divisione    |
| East Riffa     | Riffa       | 9° in Prima Lega     |
| Manama         | Manama      | 2° in Prima Lega     |
| Sitra          | Manama      | 5° in Prima Lega     |

## Classifica
|                    | Pos. | Squadra        | Pt | G  | V  | N  | P  | GF | GS | DR  |
| ------------------ | ---- | -------------- | -- | -- | -- | -- | -- | -- | -- | --- |
| Bahrein (bandiera) | 1.   | Al-Khaldiya    | 44 | 22 | 12 | 8  | 2  | 45 | 18 | +27 |
|                    | 2.   | Al-Riffa       | 37 | 22 | 10 | 7  | 5  | 35 | 26 | +9  |
|                    | 3.   | Al-Muharraq    | 37 | 22 | 9  | 10 | 3  | 40 | 28 | +12 |
|                    | 4.   | Al-Ahli        | 33 | 22 | 9  | 6  | 7  | 32 | 30 | +2  |
|                    | 5.   | Manama         | 33 | 22 | 9  | 6  | 7  | 28 | 26 | +2  |
|                    | 6.   | Al-Najma       | 27 | 22 | 7  | 6  | 9  | 40 | 42 | -2  |
|                    | 7.   | Al-Shabab      | 27 | 22 | 7  | 6  | 9  | 28 | 33 | -5  |
|                    | 8.   | Sitra          | 26 | 22 | 5  | 11 | 6  | 29 | 33 | -4  |
|                    | 9.   | Al-Hidd        | 26 | 22 | 6  | 8  | 8  | 29 | 33 | -4  |
|                    | 10.  | East Riffa     | 26 | 22 | 6  | 8  | 8  | 27 | 29 | -2  |
|                    | 11.  | Al-Hala        | 20 | 22 | 6  | 2  | 14 | 17 | 41 | -24 |
|                    | 12.  | Busaiteen Club | 18 | 22 | 4  | 6  | 12 | 26 | 37 | -11 |

Legenda:
      Campione del Bahrein e qualificata per la Coppa dell'AFC 2024-2025.
 Ammesso ai Play-off promozione/retrocessione
 Retrocessione diretta.